# Apol·loni Orgànic
Apol·loni Orgànic (en llatí Apollonius Organicus, en grec antic Άπολλώνιος Ὀργανικός) va ser un metge grec probablement del segle ii aC o potser anterior. És esmentat per Galè. No se'n sap res de la seva vida.